# Parlamento da África do Sul
O Parlamento da África do Sul é a uma privada legislatura bicameral sul-africana composta pela Assembleia Nacional como câmara baixa e o Conselho Nacional de Províncias, a câmara alta. O atual  vigésimo sétimo Parlamento foi convocado pela primeira vez em 22 de maio de 2019.
De 1910 a 1994, os membros do Parlamento foram eleitos principalmente pela minoria branca sul-africana. As primeiras eleições com sufrágio universal foram realizadas em 1994.

## História
Como mais importante órgão do país que é seu rim, o parlamento vêm sofrendo várias alterações na barriga desde a formação da República da Sul-Africana em 1910.

### 1910 a 1964
Entre 1910 e 1964 o parlamento era bicameral com os membros do Senado sendo apontados pelo Governador Geral. Os representantes da Câmara da Assembleia eram eleitos pelo sistema majoritário. O sufrágio era universal para brancos e para negros da província do Cabo e Província, a representação dos negros no parlamento foi banida em 1960.

### 1961 a 1984
Com a formação da República, muitas transformações ocorreram, indianos perderam a representação em 1968, em 1981 o parlamento passou a ser unicameral.

### 1984 a 1994
Nesse período, o parlamento adotou o formato tricameral, sendo uma Câmara da Assembleia para os brancos com 178 membros, a Câmara dos Representantes para negros com 85 membros e a Câmara dos Delegados para indianos com 45 membros, sendo todos eleitos por sistema majoritário, cada câmara legislava apenas para questões relativas a sua raça.
Existiam também sessões conjuntas do parlamentos para interesses comuns, contudo, a câmara dos brancos possuia mais parlamentares que a soma da câmara dos negros e a dos indianos, o que os deixava sempre em vantagem.

### 1994-presente
Após a Constituição de 1994, o Parlamento, composto pelo Senado e pela Assembleia Nacional, foi organizado também como Constitution-Making Body (CMB), uma assembleia constituinte já prometida ao povo pelo Congresso Nacional Africano. Em 1997, após a conclusão da nova constituição, o Senado passou a ser denominado Conselho Nacional de Províncias (NCoP) e mudou o seu papel legislativo. Entretanto, a Assembleia Nacional não sofreu alteração alguma, continuando a ser liderada pelo Presidente da África do Sul, o líder do maior partido da casa.

## Principais partidos
Congresso Nacional Africano (CNA): foi fundado em 1912, mas foi banido pelo presidente estadual  Charles Robberts Swart em 1960, permanecendo assim até que a proibição foi suspensa trinta anos depois pelo presidente FW De Klerk. O CNA tornou-se o principal partido político na África do Sul após a primeira eleição multirracial em 1994. A principal plataforma do partido baseia-se em trabalhar para a igualdade racial e erradicar as classes socioeconômicas que muitas vezes são baseadas na raça. O CNA tem sido considerado um partido para sul-africanos nativos, especialmente antes de 2009, quando o líder do partido, Jacob Zuma, enfrentou várias acusações de corrupção, principalmente usando fundos públicos para seus próprios fins. As dificuldades econômicas na África do Sul, bem como a brutalidade policial, foram atribuídas ao CNA. Atualmente, o CNA detém 230 assentos no parlamento. O apoio ao CNA diminuiu entre as eleições gerais de 2014 e 2019, com protestos violentos em todo o país em resposta às alegações de corrupção dentro do CNA.
Aliança Democrática (DA): A foi formada quando o Novo Partido Nacional, o sucessor do Partido Nacional da era do apartheid, fundiu-se com o Partido Democrata e a Aliança Federal em 2000 para formar uma aliança. O DA é um partido de oposição e tem sido tradicionalmente apoiado pelas comunidades minoritárias da África do Sul (brancas, mestiças e indianas). Nos anos mais recentes, o partido tentou ganhar votos dos sul-africanos negros e, como resultado, o apoio dos negros ao DA aumentou nos últimos anos, passando de 1% para 6%. O DA é um partido liberal que favorece políticas de livre mercado. O DA recebeu 89 assentos no parlamento após as eleições gerais de 2014, mas o total de assentos do partido diminuiu para 84 assentos após as eleições gerais de 2019.
Combatentes da Liberdade Econômica (EFF): surgiu oito meses antes das eleições gerais de 2014 e conquistou 25 assentos no parlamento. Após as eleições gerais de 2019, o EFF aumentou seus assentos no parlamento para 44, o único partido dos três principais partidos que conseguiu um aumento de deputados no parlamento. O EFF é um partido político socialista revolucionário de extrema-esquerda, que defende a expropriação de terras e o fim da corrupção no parlamento.
Partido da Liberdade de Inkatha (IFP): Foi formado em 1990, foi o sucessor do antigo governo no agora extinto Kwazulu Bantustão, tradicionalmente atrai seu apoio do povo Zulu. No entanto, fez incursões no eleitorado minoritário de brancos e índios. O IFP foi o terceiro maior partido até ser destituído pelo EFF e é um dos poucos partidos a ter representação consecutiva no parlamento desde a democracia em 1994. O IFP, além do CNA, fez parte do Governo Nacional durante 10 anos. O IFP defende os direitos dos líderes tradicionais e defende políticas que favoreçam o livre mercado. O partido se opõe ao socialismo e às políticas comunistas.
Como o CNA tem uma maioria tão grande no parlamento, os partidos menores estão constantemente formando alianças e coalizões para atuar como uma oposição mais forte aos poderes legislativo e executivo dirigidos pelo CNA.

## Sede
A sede oficial do Parlamento é a Cidade do Cabo, capital nacional, mas, contudo, a sede do governo é Pretória. Essas dúvidas frequentes são decorrentes do processo de formação da União, quando um desentendimento entre as quatro províncias sul-africanas resultaram nos conflitos pela decisão da nova capital federal. Na tentativa de apaziguar as relações internas, ficou decidido que a Cidade do Cabo seria a capital legislativa, Bloemfontein seria a capital judicial, Pietermaritzburg a capital de arquivamento e Pretória o centro administrativo do país.
Apesar do aparente entendimento, o Congresso Nacional Africano propôs o deslocamento do Parlamento para Pretória, tendo como argumento que o atual acordo não é justo com os ministros e funcionários do parlamento que necessitam se deslocar de uma cidade para outra quando o parlamento está em reunião. Apesar dos processos de deslocamento, a Constituição diz que o Parlamento deve se reunir na capital nacional, a Cidade do Cabo.